# Autovía A-54
Die Autovía A-54 oder Autovía Santiago–Lugo ist eine Autobahn in Spanien. Die Autobahn soll nach ihrer Fertigstellung in Santiago de Compostela beginnen und mit Auftreffen auf die Autovía A-6 in Lugo enden.
Fertiggestellt sind die Abschnitte von Santiago de Compostela bis  Arzúa (27,5 km, seit 2019) und von der Auffahrt Enlace de Palas Oeste bis zur  Conexión con Lugo (37,9 km, seit 2015). Im Bau sind die Abschnitte von Arzúa Oeste bis Enlace de Palas Oeste (28,3 km, Eröffnung voraussichtlich 2023).

## Streckenverlauf

### Abschnitte
| Position | Kurzbezeichnung des Abschnitts | Abschnitt                                         | km   | Eröffnung                               |
| -------- | ------------------------------ | ------------------------------------------------- | ---- | --------------------------------------- |
| 1        | A-54                           | Santiago de Compostela SC-20-Lavacolla            | 9    | 1999                                    |
| 2        | A-54                           | Lavacolla-Arzúa (west)                            | 18,5 | 2019                                    |
| 3        |                                | Zufahrt Arzúa (west)- Zufahrt Melide              | 16,4 | in Bau (Eröffnung voraussichtlich 2023) |
| 4        |                                | Zufahrt Melide-Zufahrt Palas de Rei (west)        | 11,7 | in Bau (Eröffnung voraussichtlich 2023) |
| 5        | A-54                           | Zufahrt Palas de Rei (west)-Zufahrt Guntín (nord) | 14,9 | 2015                                    |
| 6        | A-54                           | Zufahrt Guntín (nord)- Monte de Meda              | 10,8 | 2015                                    |
| 7        | A-54                           | Monte de Meda-Zufahrt Vilamoure                   | 5,6  | 2015                                    |
| 8        | A-54                           | Zufahrt Vilamoure-Zufahrt Nadela (süd)-A-6        | 6,6  | 2015                                    |
| 9        | LU-12                          | Zufahrt Vilamoure-Verbindung Lugo                 | 3,6  | 2015                                    |

### Streckenführung
| Position | km | von                                                             | nach                                       |
| -------- | -- | --------------------------------------------------------------- | ------------------------------------------ |
| 1        |    | Nadela                                                          | A-6                                        |
| 2        | 0  | A Coruña-Oviedo Lugo-Sarria Monforte de Lemos-Ponferrada-Madrid | A-6 E 70 AP-8 LU-11 CG 2.2 N-VI LU-546 A-6 |
| 3        | 7  | Lugo–Portomarín                                                 | LU-12 LU-612                               |
| 4        | 12 | Lugo-Ourense                                                    | N-540                                      |
| 5        | 14 | Área de servicio de Guntín (in Planung)                         |                                            |
| 6        | 17 | Friol-Lousada-Guntín                                            | LU-P-1611 N-540                            |
| 7        | 23 | Guntín-Orense-Lalín–Monterroso                                  | N-540 N-640                                |
| 8        | 34 | Friol                                                           | LU-231                                     |
| 9        | 36 | Área de servicio de Palas de Rei (in Planung)                   |                                            |
| 10       | 38 | Palas de Rei                                                    | N-547                                      |

| Position | km | von                          | nach         |
| -------- | -- | ---------------------------- | ------------ |
| 1        | 66 | Arzúa–Lugo–Touro             | N-547 AC-240 |
| 2        | 72 | Salceda                      |              |
| 3        | 77 | Cerceda–Touro                |              |
| 4        | 80 | O Pedrouzo–O Pino            |              |
| 5        | 84 | Curtis-Oviedo O Pedrouzo     | N-634 N-547  |
| 6        | 86 | Sigüeiro-Flughafen           | AC-250       |
| 7        | 88 | A Sionlla                    |              |
| 8        | 91 | San Marcos-TVG-Monte do Gozo | N-634        |
| 9        | 93 | La Coruña-Pontevedra-Orense  | SC-20        |
| 10       |    | Santiago de Compostela       | N-634        |

## Größere Städte an der Autobahn
- Santiago de Compostela
- Lugo